# 9 жизней
«9 жи́зней» (укр. «9 житті́в») — четвертий альбом української співачки Тіни Кароль.
Альбом вийшов 21 грудня 2010 року. Видано двома тиражами: 1-й просто CD, а 2-й з DVD сольного концерту в Києві. Запис альбому робився в Лондоні.

## Список композицій
1. 9 жизней (микроволновка)
2. Кольцо (я скажу да)
3. ЛюБоль
4. Зачем я знаю
5. Radio Baby
6. Не бойся
7. Не дощ
8. Никогда
9. Ніжно
10. Шукай мене
11. Переживем измены
12. Шиншилла
13. Я не беру трубку

## Відео
1. Шиншила
2. Radio Baby
3. Не бойся
4. Не дощ
5. Кольцо (я скажу да)
6. Микроволновка
7. Переживем измены